# シュラバ★ラ★バンバ
「シュラバ★ラ★バンバ SHULABA-LA-BAMBA」は、サザンオールスターズの楽曲。自身の30作目のシングルとして、タイシタレーベルから8cmCD・カセットテープで1992年7月18日に発売された。
1998年2月11日にも8cmCDとして、2005年6月25日には12cmCDで再発されている。2014年12月17日からはダウンロード配信、2019年12月20日からはストリーミング配信が開始されている。

## 背景・制作
31枚目のシングル「涙のキッス」と同日に発売された作品。オリコンランキングでは「シュラバ★ラ★バンバ SHULABA-LA-BAMBA/君だけに夢をもう一度」の両A面シングルとして扱われているが、正しくは「シュラバ★ラ★バンバ SHULABA-LA-BAMBA」の単独表記である。
ベースの関口和之が休養に入っており、メンバーとしての記名はあるもののレコーディング自体には参加していない。本作はベースのサポートメンバーを起用せず、ミュージックシーケンサーによる打ち込みでベースを収録している。
本作はファンや識者など一部の間から「エロティカ・セブン」「マンピーのG★SPOT」と並び『エロス3部作』と呼称される事もある。

## チャート成績
オリコン週間ランキングでは「涙のキッス」が初登場1位、そして本作が初登場2位となり、自身初のオリコンランキング1,2フィニッシュとなった。なお、この時は2週連続で記録している。オリコンによる累計売上枚数は96.9万枚を記録している。

## 収録曲
- 収録時間：9:56

1. シュラバ★ラ★バンバ　SHULABA-LA-BAMBA (5:00)
（作詞・作曲：桑田佳祐 / 英語補作詞：Tommy Snyder / 編曲：小林武史 & サザンオールスターズ）
メンバー出演のNTTドコモ CMソング[注釈 2]。また、TBS系金曜ドラマ『ずっとあなたが好きだった』挿入歌。
ノリの良いラテン・ファンク・サウンドに日本語と英語の入り乱れた言葉遊びを取り入れ、特に造語や韻を踏んだ表現が多い。また、英語のみのラップも採り入れている[5]。
ミュージック・ビデオには豊丸らをはじめとしたAV女優がアマゾネス集団に扮して出演している[15][注釈 3]。監督は当時無名だった岩井俊二が担当した[13]。
2. 君だけに夢をもう一度 (4:55)
（作詞・作曲：桑田佳祐 / 編曲：小林武史 & サザンオールスターズ）
トヨタ自動車「カリーナ（T190系）」CMソング。
1991年内には完成しており、同年末の年越しライブでは未発表の新曲として初めて演奏された[17]。 一方でそれ以降の演奏頻度は低く、有観客では完全な形では1993年の歌う日本シリーズツアー、一部の演奏では1999年の年越しライブでメドレー形式で演奏されてからは2023年の茅ヶ崎ライブまで演奏されず、完全な形での演奏には30年間の開きがある。当初は本楽曲をA面にして発売することが考えられていたが、アレンジ面での改良点が見つかったことを理由にA面曲としての発売は見送られ、c/wとして改めて収録された[18]。
ミュージック・ビデオは製作されていないが、2003年のDVD『Inside Outside U・M・I』にイメージビデオが収録された。

## 参加ミュージシャン
- 桑田佳祐:Vocal, Guitar(#1,2)
- 大森隆志:Guitar(#1,2)
- 原由子:Keyboards(#1,2)、Chorus(#2)
- 関口和之:Bass
- 松田弘:Drums(#1,2)
- 野沢秀行:Percussion(#1,2)

- シュラバ★ラ★バンバ　SHULABA-LA-BAMBA
  - 小林武史:Keyboards
  - 角谷仁宣:Computer Operation
- 君だけに夢をもう一度
  - 小林武史:Keyboards
  - 角谷仁宣:Computer Operation
  - 包国充:Tenor Sax

## 収録アルバム
| 曲名                 | 作品名                 | 備考                             |
| -------------------- | ---------------------- | -------------------------------- |
| シュラバ★ラ★バンバ   | 世に万葉の花が咲くなり |                                  |
| シュラバ★ラ★バンバ   | HAPPY!                 | 数量限定商品のため、現在は廃盤。 |
| シュラバ★ラ★バンバ   | 海のYeah!!             |                                  |
| 君だけに夢をもう一度 | 世に万葉の花が咲くなり |                                  |

## ミュージック・ビデオ収録作品
| 曲名                 | 作品名                                      | 備考                       |
| -------------------- | ------------------------------------------- | -------------------------- |
| シュラバ★ラ★バンバ   | SPACE MOSA 〜SPACE MUSEUM OF SOUTHERN ART〜 | 一部のみ収録。現在は廃盤。 |
| 君だけに夢をもう一度 | 未収録                                      |                            |

## ライブ映像作品
| 曲名                 | 作品名                                                                                            | 備考                                                                         |
| -------------------- | ------------------------------------------------------------------------------------------------- | ---------------------------------------------------------------------------- |
| シュラバ★ラ★バンバ   | 歌う日本シリーズ 1992〜1993 LIVE at YOKOHAMA ARENA 29th Dec.1992                                  |                                                                              |
| シュラバ★ラ★バンバ   | ホタル・カリフォルニア                                                                            |                                                                              |
| シュラバ★ラ★バンバ   | 真夏の大感謝祭 LIVE                                                                               | 大サビのラップ部分が省略されている。                                         |
| シュラバ★ラ★バンバ   | LIVE TOUR 2019 “キミは見てくれが悪いんだから、アホ丸出しでマイクを握ってろ!!” だと!? ふざけるな!! | 大サビのラップ部分がカットされ、ピンキーとキラーズの「恋の季節」が歌われた。 |
| 君だけに夢をもう一度 | 茅ヶ崎ライブ2023                                                                                  |                                                                              |

## カバー
シュラバ★ラ★バンバ　SHULABA-LA-BAMBA
- 1994年：イーキン・チェン - アルバム『Got To Be Real』に広東語詞で「9990次想她」という曲名で収録。